# Антизростання
Антизростання (фр. décroissance; англ. degrowth) — соціально-економічна концепція, яка стверджує про необхідність скорочення розмірів економіки для забезпечення суспільного добробуту у довгостроковій перспективі. На відміну від спаду в орієнтованій на зростання економіці, антизростання має на увазі цілеспрямовану економічну і соціальну трансформацію з метою максимізації рівня щастя і добробут внаслідок того, що час, що звільняється при скороченні особистого споживання і ефективної організації суспільної праці, присвячується мистецтвам, музиці, сім'ї, культурі та спільноті.
Поняття «антизростання» було сформульовано в 1970-х роках після публікації доповіді Римського клубу «Межі зростання» і виходу у світ роботи Ніколаса Джорджеску-Регена «Закон ентропії та економічний процес»..

## Історія
Поняття антизростання (фр. Décroissance) було вперше сформульовано французьким філософом Андре Горцем в 1972 році; іншими ж французькими авторами воно стало використовуватися після публікації доповіді Римського клубу «Межі зростання» в тому ж 1972 році. Сам Горц був натхненний роботою Ніколаса Джорджеску-Регена, який опублікував в 1971 році свою головну працю «Закон ентропії та економічний процес».

## Фізичні основи

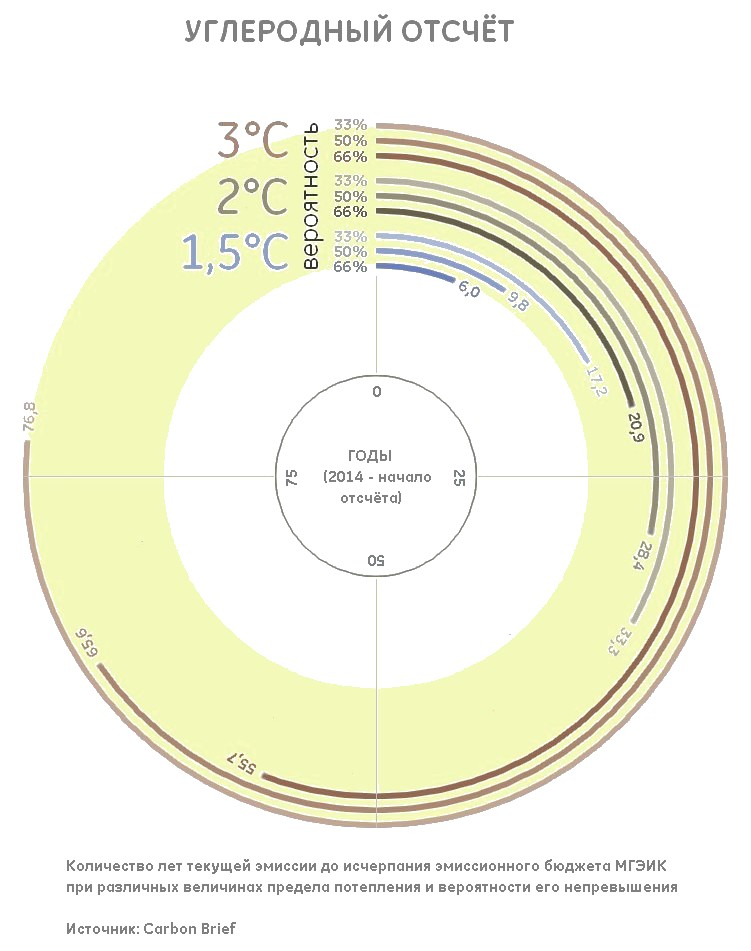
Терміни вичерпання емісійного бюджету CO_{2} при збереженні нинішнього рівня емісії

Ключовим моментом для прихильників ідеї антизростання є визнання існування екологічних меж, які обмежують масштаби господарської діяльності. У зв'язку з цим використовуються поняття «екологічної місткості» або «екологічного сліду».
Наприклад, згідно з оцінкою організації Global Footprint Network, нинішній обсяг світової економіки перевищує несучу здатність біосфери приблизно в 1,5 раза (2009), що має на увазі необхідність скорочення масштабів виробництва і споживання на глобальному рівні.

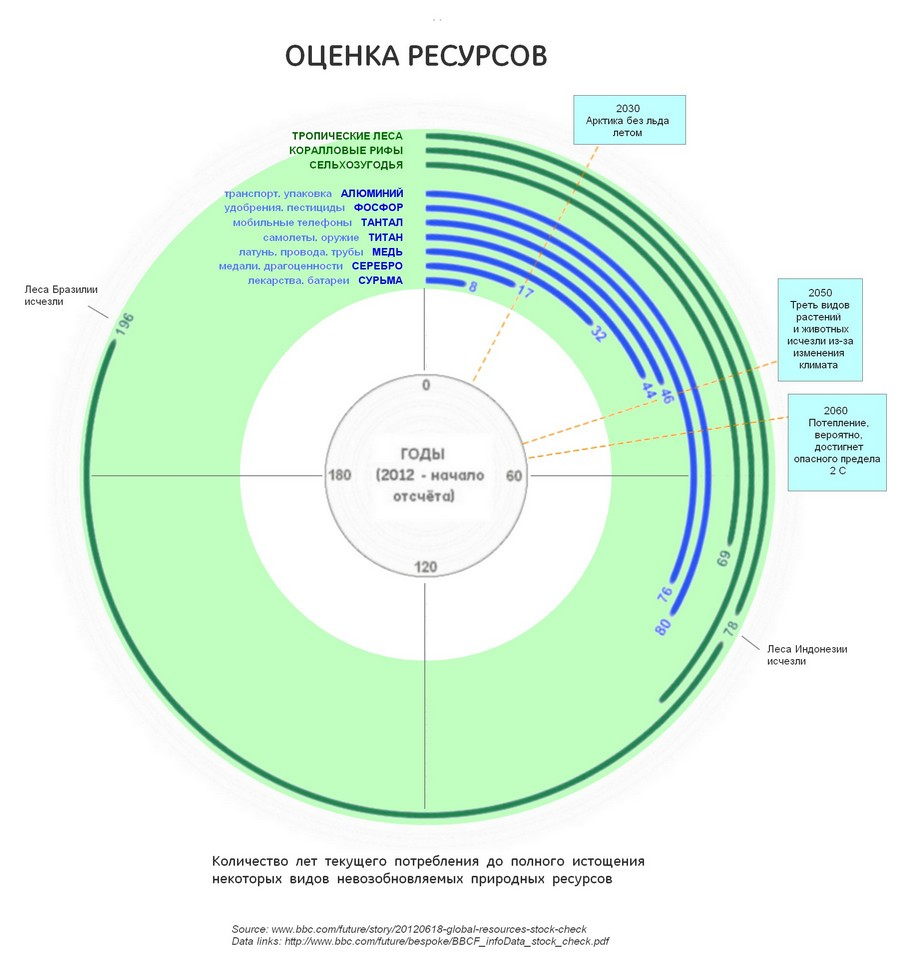
Оцінка залишків світових запасів сировини і термінів існування важливих екосистем при продовженні існуючих тенденцій в їхньому використанні. Джерело: BBC

Продовження неконтрольованого економічного зростання вступає в протиріччя з розв'язанням глобальних проблем, таких як ризик катастрофічного глобального потепління величиною понад 2 °C, збільшення розриву між багатими і бідними країнами, виснаження природних ресурсів, деградація екосистем і зникнення видів.
У зв'язку з цим спільноти «сталого антизростання» наполягають на використанні меншої кількості невідновлюваних природних ресурсів та переході на відновлювані джерела енергії.

## Соціальні основи
Антизростання критикує фіксацію сучасного світу — в першу чергу, так званої «глобальної півночі» — на споживанні. Споживацтво, як правило, стає можливим внаслідок нерівності, веде до екологічної деградації, а також не забезпечує осмислене і щасливе життя. Час, що звільняється при скороченні особистого споживання й ефективній організації праці, можна присвятити мистецтвам, музиці, сім'ї, культурі та суспільству.

## Стратегії антизростання
До найбільш загальноприйнятих з обговорюваних серед прихильників антизростання можна віднести наступні заходи:
1. Просування локальних грошових систем і зміна принципу відсоткового кредитування.
2. Перехід до некомерційних організацій і малих підприємств.
3. Зміна індивідуальних пріоритетів і переваг та утвердження менш споживацького стилю життя, перш за все у таких сферах, як харчування, житло і транспорт. Відмова від надмірного споживання продуктів з високим становищем в харчовому ланцюгу (м'ясо), надання переваги громадському транспорту, менший розмір житла.
4. Обмеження зростання виробництва шляхом запровадження екологічних нормативів, зокрема системою квот і аукціонної торгівлі (Cap and Trade) для дефіцитних ресурсів, а також засобами податкової політики.
5. Усунення комерційної реклами з громадських просторів[10].
6. Обмеження робочого часу, більш гнучке його використання. Важливим моментом визнається нове застосування зростання продуктивності праці, а саме використання його для отримання більшої кількості вільного часу, а не для зростання товарно-грошового потоку, як це відбувається зараз.
7. Заохочення «неформальної» локальної економіки на принципах самозабезпечення і взаємодопомоги.

Багато прихильників ідеї антизростання визнають, що відмова від економічного зростання призведе до небезпеки соціального конфлікту між багатими і бідними, у зв'язку з чим необхідно обмежити діапазон доходів і зробити розподіл суспільних благ більш рівномірним. Деякі у зв'язку з цим виступають за введення фіксованого базового доходу для всіх громадян коштом держави.
Ряд прихильників ідеї антизростання виступають з антикапіталістичних позицій і закликають до суттєвого обмеження або повної відмови від інститутів ринкової економіки.

## Суспільно-політична активність в підтримку антизростання
Рух антизростання включає групи, які підтримують ідеї екологічної економіки, антиспоживацтва і антикапіталізму. У Франції створено Інститут економічних і соціальних досліджень антизростання. Влітку 2012 року було проведено 3000-кілометровий велопробіг «Екотопія» з девізом «До антизростання!», в ході якого в містах між Барселоною і Венецією відбулися 43 публічні акції на підтримку ідеї антизростання. Рух провів міжнародні конференції в Парижі (2008), Барселоні (2010), Монреалі (2011), Венеції (2012) і Лейпцизі (2014). В Європі діє академічна асоціація «Дослідження антизростання» (англ. Research & Degrowth), її метою є «об'єднати вчених, представників громадянського суспільства, активістів і практиків». В неї входять представники близько 40 країн. Велика частина її заходів організовується в Іспанії (Барселона) і Франції.
В Італії існує організація «Рух за успішне антизростання». Концепцію антизростання також підтримує партія «П'ять зірок», що отримала на останніх виборах близько 25 % голосів виборців.
Ідеї антизростання знаходять своє відображення і в позиціях релігійних лідерів. Папа Римський Франциск в енцикліці «Laudato si'» заявив, що багатим країнам пора подумати про стримування економічного зростання та навіть про «кроки в зворотному напрямку, поки не пізно». При цьому він засуджує перебільшену увагу до зростання населення, вказуючи на велику важливість «екстремального» рівня споживання привілейованої меншості.